# Rue de la Vignette (Lille)
Ne doit pas être confondu avec rue de la Vignette (Bruxelles).
La  rue de la Vignette  est une voie publique urbaine de la commune de Lille dans le département français du Nord.

## Situation et accès
Située dans le quartier de Lille-Saint-Sauveur, partie du quartier administratif de Lille-Centre, la rue de la Vignette relie la rue Édouard-Delesalle (place Gentil-Muiron) à la rue du Plat (place Jacquard). C’est une voie très courte à sens unique à circulation de moyenne importance avec un double sens cyclable. La rue est bordée d’un côté par un immeuble de logements construits dans les années 2010 sur une partie de la place Jacquard, de l’autre par  l’immeuble de la Mutualité meunière construit vers 1925.

## Origine du nom
Son nom était au Moyen Âge « rue de la Vingne », peut-être une vigne, ensuite déformé en rue de la Vignette. Elle prit le nom de « rue des Hybernois » après la création du collège des Hybernois et retrouva son ancien nom après la fermeture de ce collège à la Révolution.

## Historique
La rue date du Moyen Âge, probablement du XIIIe siècle lorsque la paroisse Saint-Sauveur fut englobée dans une extension de l’enceinte précédente du XIIe siècle avec la paroisse Saint-Maurice.
Elle fut pavée en 1405. Elle s’étendait à l'origine de la rue de la Cordwannerie (actuelle rue Pierre-Mauroy) jusqu'à la bordure de cette enceinte, approximativement à l’angle de l’actuelle rue Édouard-Delesalle. La rue  fut prolongée jusqu’à l'angle du nouveau rempart construit en 1604 et de la rue du Plat ouverte sur le territoire de l'agrandissement de la ville permis par ce déplacement de l'enceinte. Elle enjambait le canal des Hybernois établi sur le fossé de l’ancien rempart du Moyen Âge sur un pont  construit en 1610.
Le collège  des Hybernois fondé  en 1614 pour des Irlandais catholiques chassés de leur pays par les persécutions religieuses s’établit rue de la Vignette au bord de ce canal.
Lors de l’agrandissement de Lille de 1858 entrainant la démolition du rempart de 1604, la place Jacquard est créée à l’emplacement d’un îlot de maisons qui bordaient la rue.
Jusqu’au début des années 1960, c’était une rue étroite qui se prolongeait jusqu’à la rue de Paris rue Pierre-Mauroy.
La large avenue du Président Kennedy tracée lors de la rénovation du quartier Saint-Sauveur a englobé la partie de la rue entre la rue Édouard Delesalle (ou place Gentil-Muiron) et la rue de Paris, l’ensemble des maisons longeant la rue étant détruites à l’exception de l’immeuble de la mutualité meunière construit vers 1925.

## Bâtiments remarquables et lieu de mémoire

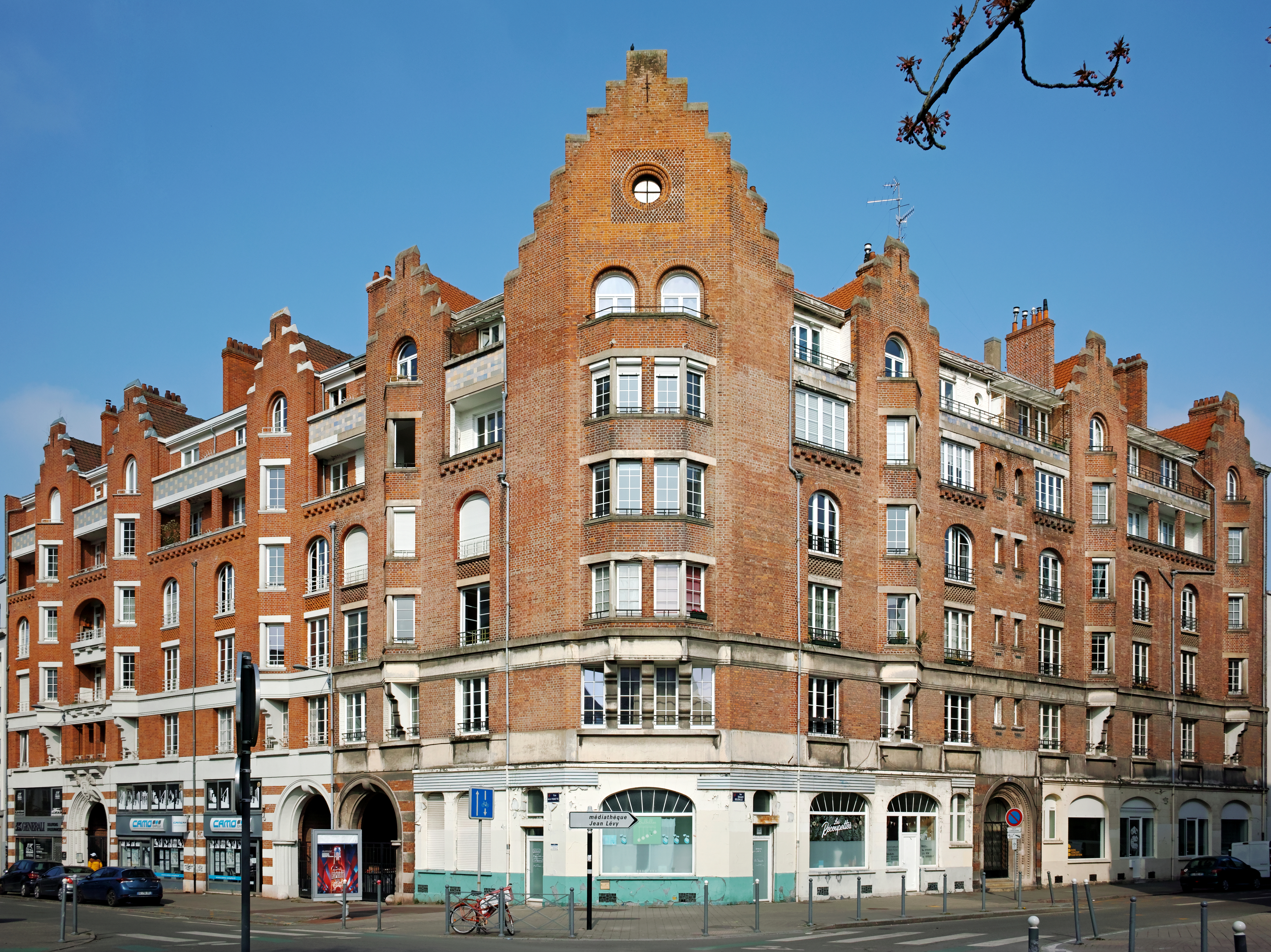
Immeuble de la Mutualite meunière, à gauche la rue de la Vignette, à droite la rue Édouard-Delesalle

- L’« hospice des Stappaerts » s’était établi en 1656 au numéro 8 pour accueillir les jeunes orphelines. Il fut remplacé après la Première guerre mondiale par la bourse du travail, bâtiment détruit avec l’ensemble de ceux de la rue vers 1960.
- Immeuble de la Mutualité meunière construit vers 1925 à l’angle avec la rue Édouard Delesalle[4].
- L’internationale fut chantée la première fois le 23 juillet 1888 au « Café La liberté » 21 rue de la Vignette. Cet établissement était situé à l’emplacement de l’avenue du Président Kennedy à mi-distance entre la place Gentil-Muiron et la rue de Paris[5].